# Gestreepte pitpit
De Gestreepte pitpit (Xenodacnis petersi) is een zangvogel uit de familie Thraupidae (tangaren).

## Verspreiding en leefgebied
Twee ondersoorten:
- Xenodacnis petersi bella Bond & Meyer de Schauensee, 1939 – zuidwest Ecuador en noord Peru
- Xenodacnis petersi petersi Bond & Meyer de Schauensee, 1939 – centraal Peru